# Cribrarula esontropia
Cribrarula esontropia là một loài ốc biển, là động vật thân mềm chân bụng sống ở biển trong họ Cypraeidae, họ ốc sứ

## Phụ loài
There are two subspecies recognized:
- Cribrarula esontropia esontropia (Duclos, 1833)
- Cribrarula esontropia francescoi Lorenz, 2002

## Phân bố
Loài này phân bố ở Ấn Độ Dương dọc theo Mauritius và vùng bể Mascarene.